# Lena Andersson (musiker)
Inga Lena Christina Andersson, född 11 april 1955 i Österunda, Uppland, är en svensk elbasist. Hon är medlem i grupperna Tugga Terrier och Violet Green.
Andersson sysselsätter sig även som barnboksförläggare.